# Achalinus niger
Achalinus niger е вид влечуго от семейство Xenodermatidae. Видът не е застрашен от изчезване.

## Разпространение и местообитание
Разпространен е в Тайван.
Обитава гористи местности и пещери.